# Amirul Haikal
Amirul Haikal (* 11. Oktober 1999 in Singapur), mit vollständigen Namen Muhammad Amirul Haikal bin Mohamed Hassim, ist ein singapurischer Fußballspieler.

## Karriere

### Verein
Amirul Haikal erlernte das Fußballspielen in der National Football Academy. Seinen ersten Vertrag unterschrieb er am 1. Januar 2018 beim Warriors FC. Der Verein spielte in der ersten Liga, der Singapore Premier League. Anfang 2020 wechselte er für ein Jahr zu den Young Lions. Die Young Lions sind eine U23-Mannschaft, die 2002 gegründet wurde. In der Elf spielen U23-Nationalspieler und auch Perspektivspieler. Ihnen soll die Möglichkeit gegeben werden, Spielpraxis in der ersten Liga zu sammeln. Für die Lions absolvierte er elf Erstligaspiele. Im Januar 2021 wechselte er zum ebenfalls in der ersten Liga spielenden Tampines Rovers.

### Nationalmannschaft
Amirul Haikal spielte 2016 einmal in der singapurischen U17-Nationalmannschaft. Hier kam er am 26. März 2016 in einem Freundschaftsspiel gegen Hongkong zum Einsatz.